# Fisherman's Friends (film)
Fisherman's Friends (în română Prietenii Pescarului) este o comedie-dramă biografică din 2019, regizată de Chris Foggin pornind de la un scenariu de Nick Moorcroft, Meg Leonard și Piers Ashworth.
Filmul este bazat pe povestea adevarată a Fisherman's Friends, un grup de pescari cornici din Port Isaac, care au semnat cu Universal Records și au intrat în top 10 cu albumul lor de debut de cântece tradiționale marinărești.
Filmul are o distribuție care îi include pe Daniel Mays, James Purefoy și Tuppence Middleton, David Hayman, Noel Clarke, Dave Johns, Maggie Steed, Sam Swainsbury și Christian Brassington.
Pelicula a fost produsă de Nick Moorcroft, Meg Leonard și James Spring, care au produs și filmul de succes Finding Your Feet prin intermediul companiilor lor de producție Powder Keg Pictures și Fred Films.

## Sinopsis
Un producător de muzică londonez, cinic, obișnuit cu un stil rapid de viață, participă fără tragere de inimă la petrecerea de burlac a unui coleg într-un weekend în Cornwall, unde este păcălit de către șeful său în a semna cu un grup de pescari cântăreți. El se luptă pentru a câștiga respectul sau entuziasmul trupei de băieți care prețuiesc prietenia și simțul comunității în schimbul faimei și averii. În încercarea de a depăși scepticismul pescarilor cu privire la afaceri în muzică, el se trezește atras în comunitate, îi este testată integritatea și în cele din urmă află care sensul loialității, dragostei și prieteniei. Acest lucru îl face să reevalueze ceea ce contează cu adevărat în viață, în cele din urmă oferindu-i șansa unui alt fel de succes.

## Distribuție
- Daniel Mays ca Danny
- James Purefoy ca Jim
- David Hayman ca Jago
- Dave Johns ca Leadville
- Sam Swainsbury ca Rowan
- Tuppence Middleton ca Alwyn
- Noel Clarke ca Troy
- Christian Brassington ca Henry
- Maggie Steed ca Maggie
- Vahid Gold ca Driss
- Jo Hart ca Jurnalist
- Julian Seager ca Trieve
- Christopher Villiers ca Charles Montague
- Meadow Nobrega ca Tamsyn
- Jade Anouka ca Leah
- Ashley Bannerman ca Asistentă

Bucătarul cu două stele Michelin Nathan Outlaw din Port Isaac are un rol cameo ca un om care și-a parcat mașina într-un loc în care mareea o poate acoperi.

## Producție

### Concepție
În 2010, Fisherman's Friends au interpretat live în timpul emisiunii This Morning. Scriitorii și producătorii filmului, Meg Leonard și Nick Moorcroft, i-au văzut și i-au contactat, achiziționând drepturile de autor pe viață împreună cu celălalt producător, James Spring.

### Filmare
Filmările au început pe 30 aprilie 2018 în locație în Port Isaac, Cornwall și Londra timp de cinci săptămâni. Toți membrii trupei au apariții cameo în film și au lucrat în calitate de consultanți la film.

### Box office
Filmul a fost lansat pe 503 ecrane pe 15 martie 2019 în Regatul Unit și a debutat pe locul 2 în Marea Britanie, cu încasări $1.534.908 în weekend-ul de deschidere, în urma fenomenului Captain Marvel. Filmul a fost #3 în cel de-al doilea weekend încasând $1.285.332. Filmul a fost #4 în al treilea weekend, încasând $820.293. Până în ziua de vineri, 10 mai 2019, filmul a avut încasări de $9.553.041.